# Tony Cascarino
Anthony Guy Cascarino (Orpington, 1962. szeptember 1. –) ír válogatott labdarúgó, médiaszereplő, szakíró.

## Pályafutása

### Klubcsapatban
Orpingtonban született Angliában. Pályafutását 1981-ben a Gillinghamben kezdte, ahol hat éven keresztül játszott. 1987-ben a Millwall csapatába szerződött, melynek három évig volt a játékosa. Az 1990–91-es idényben az Aston Villában, az 1991–92-es szezonban a Celticben játszott. 1992 és 1994 között a Chelsea-t erősítette. 1994-ben Franciaországba szerződött, ahol először az Olympique Marseilleben szerepelt, majd azt követően 1997 és 2000 között az AS Nancy játékosa volt. 2000-ben a Red Star tagjaként vonult vissza az aktív játéktól.    

### A válogatottban
Nagyapja révén lehetősége adódott, hogy az ír válogatottat képviselje, de akár lehetősége lett volna a skót vagy az olasz válogatottban történő szereplésre is. 1985 és 1999 között 88 alkalommal szerepelt az ír válogatottban és 19 gólt szerzett. Részt vett az 1988-as Európa-bajnokságon, illetve az 1990-es és az 1994-es világbajnokságon.

## Állampolgársága körüli vita
2000 októberében a Sunday Mirrornak adott interjúban elárulta, miszerint csak 1996-ban tudta meg, hogy édesanyját adoptálták és nem volt vér szerinti gyermeke az ír nagyapjának, így ez alapján Cascarino nem is játszhatott volna az ír válogatottban.
Néhány nappal az interjút követően az Ír labdarúgó-szövetség (FAI) kiadott egy rövid közleményt, melyben leírták, hogy meggyőződésük szerint Tony Cascarino mindig is jogosultan szerepelt az ír válogatottban. Az Irish Independent arról számolt be, hogy 1985-ben korlátozott érvényességű útlevelet kapott és hogy édesanyja, Theresa O'Malley nevét valóban bejegyezték a Külügyminisztérium külföldi születési anyakönyvi nyilvántartásába Cascarino nemzetközi bemutatkozása előtt az Ír Köztársaságban.

## Visszavonulása után
Visszavonulását követően a The Times szakírójaként és az egyik ír rádió (Talksport) munkatársaként helyezkedett el, emellett kipróbálta magát a póker világában is, ahol félprofi státuszig jutott.

## Sikerei, díjai
Millwall FC
- Angol másodosztályú bajnok (1): 1987–88

Olympique Marseille
- Francia másodosztályú bajnok (1): 1994–95

AS Nancy
- Francia másodosztályú bajnok (1): 1997–98